# Лоцис, Владиславс
Владиславс Лоцис (латыш. Vladislavs Lōcis; 26 января 1912, Дрицанская волость — 30 декабря 1984, Мюнхен) — латгальский писатель и издатель.
Учился в гимназии в Аглоне, участвовал в издании школьного журнала. В гимназии познакомился с Юонем Цибульским, с которым затем многие годы работал вместе.
С 1931 г. публиковал статьи и рассказы в латгальской периодике (частично под псевдонимом Владиславс Вайдеанс), напечатал также роман «Братья» (латг. Brōļi; 1939). Изучал журналистику и народное хозяйство в Латгальском народном университете. Затем проходил военную службу в Латвийской армии, сперва в Лудзе, затем в Резекне.
В 1939 г., после того как был снят запрет на издание книг на латгальском языке, издательство Цибульского и Лоциса начало свою работу в Даугавпилсе. После присоединения Латвии к СССР издательство было закрыто. Когда Даугавпилс оказался оккупирован Германией, Лоцис вновь начал добиваться права открыть издательство и в 1943 г. получил такое разрешение. В общей сложности в Даугавпилсе было выпущено 30 книг, шесть календарей-ежегодников, шесть ежегодных литературных альманахов «Olūts». С октября 1943 г. выходила также газета «Latgolas Bolss» (всего 55 номеров), тираж которой достигал 33000 экземпляров.
В 1944 г., с наступлением советских войск, бежал в Германию. Здесь продолжил издательскую деятельность, выпустив в общей сложности 125 книг; печатал также журнал «Dzeive» (1948—1987) и сборники научных статей «Acta Latgalica» (1965—1981), восстановил выпуск газеты «Latgolas Bolss» (1948—1984). В 1984 г. под редакцией Лоциса вышел том статей и материалов, посвящённых Андриву Юрджу.
С 1983 г. сотрудничал с латышской редакцией радио «Свободная Европа».

## Память
Лоцис был похоронен в Мюнхене, но в 1992 году перезахоронен на Пилценском кладбище в Дрицанской волости.
В Резекне открыт его музей, первым руководителем которого стал его племянник П. Лоцис.